# Bernhard Graf (Politiker)
Bernhard Graf (* 15. Dezember 1825 in Maisprach; † 12. November 1875 in Liestal) war ein Schweizer Politiker und Richter.

## Leben
Graf besuchte die Bezirksschule und absolvierte einen Sprachaufenthalt im Welschland. Er bildete sich zum Landwirt und Wirt im väterlichen Betrieb aus. Bis im Jahr 1873 war er Wirt im Zum Rebstock. Er machte Karriere bis zum Oberstleutnant und Kommandant des Kavallerie-Regiments der 5. Division. Schon in seinen jungen Jahren war er Bezirksrichter in Gelterkinden. 
In Maisprach war Graf ab 1857 Postablagehalter, ab 1861 Friedensrichter und von 1866 bis 1870 Gemeindepräsident. Von 1866 bis 1873 war er im Landrat, in welchem er als ein erfolgreicher Vertreter bäuerlicher Anliegen galt. Graf war von 1873 bis 1875 Regierungsrat und hatte das Amt Inneres und Militär inne. 
Mit seiner ersten Gattin gründete Graf 1870 einen Fonds von Fr. 1000.-, dessen Zinsen für die Weiterbildung von Bedürftigen bestimmt waren.